# 赤岭畲族乡
赤岭畲族乡是中国福建省漳州市漳浦县下辖的一个乡，位于漳浦县东北部。全乡总人口约1.35万人，其中畲族有1.24万人，占总人口的92%。

## 行政区划
赤岭畲族乡共辖9个行政村，分别是：
杨美村、油坑村、赤岭村、前园村、石椅村、山坪村、土塔村、大行村、石坑村。